# Лодейное Поле (аэродром)
Лодейное Поле — бывший военный аэродром в Ленинградской области в двух километрах к югу от города Лодейное Поле.

## История
С 15 мая 1960 г. на авиабазе Лодейное Поле дислоцировался 177-й истребительный авиаполк (иап).
В период 1962—1980 гг. полк был вооружён самолётами Су-9 и МиГ-17. а в 1980—1994 гг. — МиГ-23. В начале 1993 года сюда прибыли самолёты МиГ-23 МЛД с аэродрома Тапа из Эстонии — в ходе вывода российских войск из Прибалтики. С 1994 г. по 1 декабря 2009 г. на вооружении полка стояли самолёты Су-27.
1 декабря 2009 года 177-й иап был расформирован. Годные к эксплуатации самолёты передислоцированы на другие аэродромы. До 6 сентября 2013 года охраной аэродрома занималась военная комендатура.
В Лодейном Поле рядом с военным аэродромом имеется асфальтированная ВПП бывшего аэродрома региональной авиации ГВФ СССР. В настоящее время данный аэродром не действует и постепенно разрушается, зарастает сосновым молодняком. На его территории находится действующая метеостанция.

## Происшествия
- 15 сентября 2005 года с авиабазы Лодейное Поле вылетело звено из трёх самолётов Су-27 177-го истребительного полка и А-50 во главе. Вся воздушная колонна собралась в послужившем «аэродромом подскока» Сиверском. Официально самолёты должны были лететь в составе воздушной колонны на Чкаловский аэродром близ Калининграда, полет должен был проходить над Балтийским морем. Третий самолёт в звене вылетел с десятиминутным интервалом. Из-за потери ориентировки истребитель, пилотируемый майором Валерием Трояновым, оказался над территорией Литвы. Из-за отсутствия площадки для посадки Су-27 сесть не смог. Пилот покинул кабину, направив самолёт на пустое поле у деревни Йотишкяй Шакяйского района Литвы, в 55 км севернее Каунаса. Официальная версия — из-за вспышек на солнце СУ-27 сбился с курса, не мог сесть из-за отсутствия площадок.
- 23 мая 2008 произошёл пожар на складе воинской части N10232, где хранились ракеты «воздух-воздух»[1]. Причиной пожара стал непотушенный окурок; в результате пожара нанесён ущерб в размере 766,3 млн рублей[2].